# 大谷龍一郎
大谷 龍一郎（おおたに りゅういちろう、本名：大谷 竜一郎（読み同じ）、1978年5月16日 - ）は大阪市都島区出身の歌手、俳優、作詞家である。血液型はO型。

## 来歴
数々の時代劇に出演。後に大阪のプロダクションに移籍し、多くのドラマ・CMに出演する。
大学時代、関西二期会の金丸七郎に師事、声楽を学び、在学中より俳優の道から歌手を志すようになり、音楽活動を始める。
デビュー曲は『フィリピンダウンタウン』（2004.6.23 GAUSS ENTERTAINMENT）。
現在、大阪・西区にある専門学校、学校法人滋慶学園グループ・大阪アニメーションスクール（OAS）アニメ声優科にてボーカルの講師を担当している。

## その他
- アニメソングのプリンスこと、影山ヒロノブを敬愛しており、かなり影響を受けている。
- ホラー映画（特にゾンビ映画）好きであることが本人のブログで明かされている。
- TV版学校の怪談　第9話に男子生徒役で本名の大谷竜一郎として出演しているのを確認できる。
- 日記の更新が苦手らしく、たびたび更新が止まる。時には1年近く更新されないことがある。

## ディスコグラフィ

### シングル
|     | 発売日        | タイトル               | レーベル                                                    | 備考                   |
| --- | ------------- | ---------------------- | ----------------------------------------------------------- | ---------------------- |
| 1st | 2004年6月23日 | フィリピンダウンタウン | GAUSS ENTERTAINMENT （現・徳間ジャパンコミュニケーションズ) | c/w この指とまれ       |
| 2nd | 2011年3月4日  | 宗右衛門町ブルース     | 日本クラウン                                                | c/w 吉都線、RESET UP!! |

### 楽曲提供
| タイトル | 提供先         | 担当 | 作曲      | 作詞       | 編曲   | 備考         |
| -------- | -------------- | ---- | --------- | ---------- | ------ | ------------ |
| 緑の風   | 三重トヨペット | 作詞 | 川喜多 久 | 大谷龍一郎 | 大樋稔 | 歌・藤村麻紀 |

## 主な出演

### テレビドラマ
- 水戸黄門
- 暴れん坊将軍
- 三匹が斬る!
- 影の軍団
- 長七郎江戸日記
- 銭形平次[要出典]
- 部長刑事
- 必殺仕事人
- 竹の子のうた
- ふぞろいのイレブン
- 学校の怪談
- 1・2・3と4・5・ロク

### ラジオ
- JUMIとRYUのチャレンジポップナイト（2004年4月5日-2005年3月28日、ラジオ関西）
- 大谷龍一郎の歌のバッテリー（2005年4月5日-2006年5月30日、ラジオ関西）
- パーフェクトジョッキー（2005年4月10日-2007年2月、ABCラジオ）
- 主役は君だ！（2008年4月-2008年12月、ラジオ大阪）